# Gustaf Adolf Cedergren
Gustaf Adolf Cedergren, född 13 februari 1819 i Göteborg, död 29 oktober 1872 i Klara församling, Stockholms stad, var en svensk riksdagsledamot och juvelerare.

## Biografi
Gustaf Adolf Cedergren föddes 1819 i Göteborg. Han arbetade som juvelerare och var riksdagsledamot för borgarståndet i Stockholms stad vid riksdagen 1859–1860. Han avled 1872 i Stockholm.

### Familj
Cedergren var gift med Lovisa Robsahm. De fick tillsammans sonen Henrik Tore Cedergren. En annan son till Cedergren var Albert Nestor Cedergren.